# Banque et Caisse d'Épargne de l'État
Banque et Caisse d'Épargne de l'État (en luxemburgués: Spuerkeess) abreujament curt BCEE o a internet S-Bank, és un banc luxemburguès, establert i de propietat del govern de Luxemburg. Fundat el 1856 com a caixa d'estalvis, les seves competències van ser ampliades amb el temps, culminant en la seva transformació per decret del Gran Ducat en un banc multiservei el 25 d'octubre 1944. Ara com ara, proporciona totes les funcions d'un banc comercial, incloent banca al detall i banca privada.

## Reconeixements

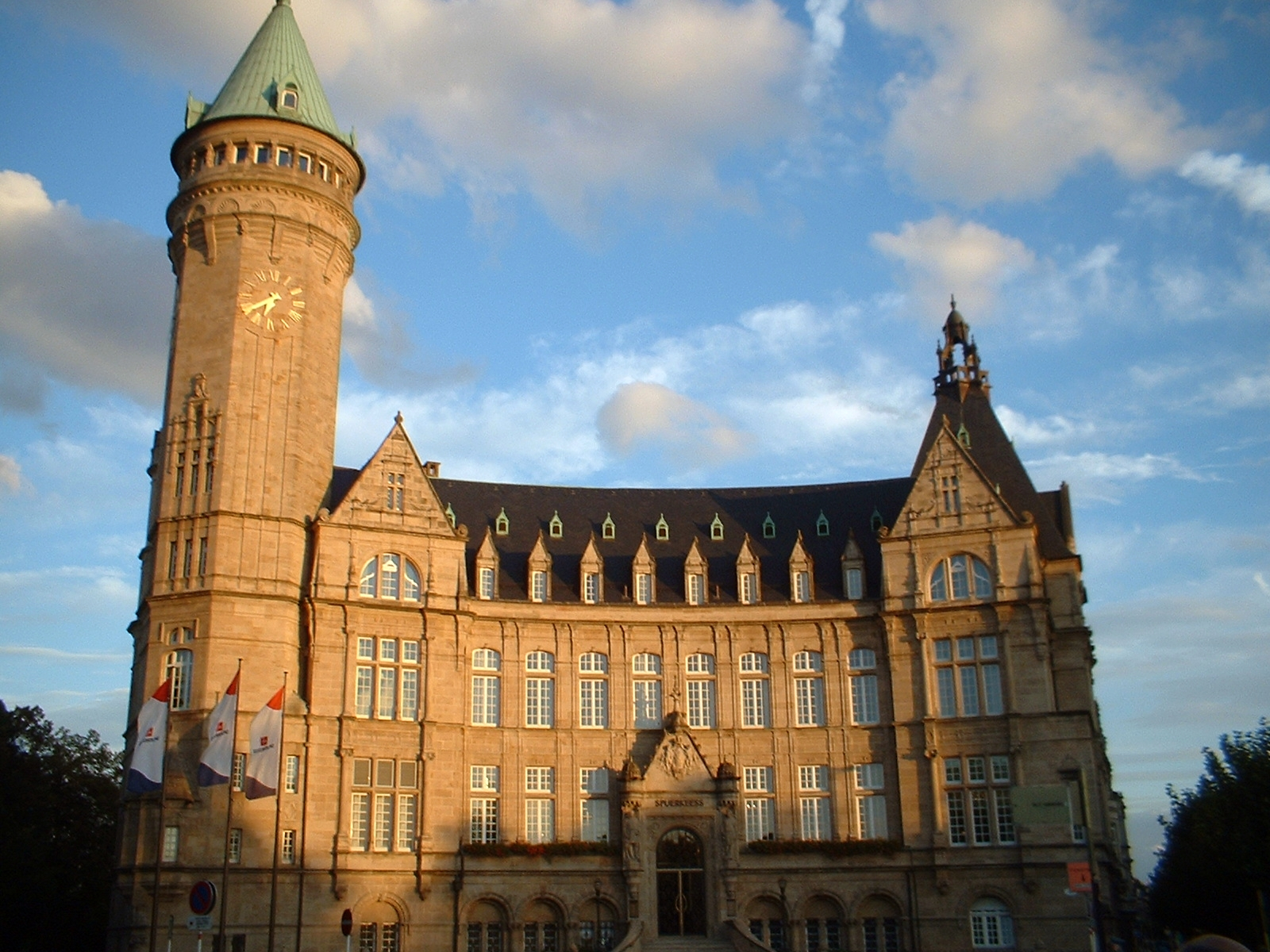
Seu de la Banque et Caisse d'Épargne de l'État

La revista Global Finance va situar al Banque et Caisse d'Épargne de l'État com el 7è banc més segur del món a la seva classificació dels «50 Bancs Més Segurs del Món enl 2012»". La classificació està basada en les valoracions a llarg termini de les agències de classificació Fitch Ratings, Standard & Poor's i Moody's Corporation.